# Křížkův mlýn
Křižkův mlýn stojí u Počepického potoka v katastrálním území Pořešice v obci Vysoký Chlumec, části Bláhová Lhota v okrese Příbram. Mlýn a špýchar s náležejícími pozemky jsou chráněnou kulturní památkou ČR.

## Poloha
Mlýn, nazývaný podle vlastníků Křížkův mlýn také U Křížků nebo Sosnovcův mlýn, stojí v jihozápadní části osady Bláhová Lhota v tzv. Dolní Bláhově Lhotě na levém břehu Počepického potoka (uváděného také jako potok Svrchovnice).

## Historie
Jádro objektu (hlavní stavení) pochází z pozdního středověku. Roubené stavby byly postaveny v 18. století. Na vstupním gotickém kamenném portálu je datace 1507. V roce 1791 vyhořela pila. Poslední mletí bylo v roce 1890. V padesátých letech 20. století mlýn byl v péči státní památkové péče a v roce 1959 zde bylo zřízeno muzeum. Poslední majitelka z rodu Sosnovců prodala mlýn v sedmdesátých letech 20. století kameramanovi Jiřímu Wiesnerovi. Dalšími majiteli byla rodina Macourků (1993). Ve mlýně pobýval (2002) filmový scenárista Miloš Macourek.

## Popis
V areálu mlýna je obytná budova s mlýnicí, špýchar a otevřená dřevěná kůlna. V roce 2013 byla z památkové ochrany vyjmuta otevřená kůlna,
Mlýn je pozdně gotická přízemní stavba s roubenou obytnou (západní) částí na vysoké podezdívce a zděnou mlýnicí. Vstup do obytné části je ve zděné části kamenným portálem do síně s plochým stropem a cihlovou podlahou, ze které se rovně pokračuje do černé kuchyně zaklenuté valenou klenbou. Vlevo je vstup do světnice a komory, které mají ploché trámové stropy (datovány do roku 1798). Mlýnice je postavena z kamene s nižším podlažím, s bedněnou východní stěnou, ve které byly hřídele pro vodní kola v lednici. K severní straně mlýnice přisedá nízký kamenný přístavek (olejna) krytý pultovou střechou, ve kterém byla stoupa a lis na olej. Mlýn má valbovou střechu původně krytou došky, které byly nahrazeny šindelem. Na střeše je komín s římsovou hlavicí, nad vchodem do obytné části je vikýř, kterým se podávalo seno. V jižní roubené stěně je jedno okno do světnice, v západní roubené stěně jsou dvě okna, jedno do světnice a druhé do komory. Obdélná okna mají vnitřní okenice. Ve zděné části jsou dva sedlové gotické nevysoké portály s širokým žulovým ostěním.
Špýchar je roubená stavba na vysoké podezdívce s dřevěnou pavláčkou. V podezdívce je gotický sedlový portál.
Před východní stranou dvora je vysoký val akumulační nádrže do níž z východu ústil náhon. Ten vedl souběžně s Počepickým potokem, z něhož výše nabíral vodu. Podél náhonu roste skupina od roku 1981 chráněných třiceti památných dubů letních.
Ve mlýně byla v roce 1875 tři vodní kola na vrchní vodu, z nichž dvě poháněla mlecí zařízení a jedno stoupu. Dalším zařízením byla pila, která vyhořela v roce 1791. V roce 1925 uváděna dvě složení a stoupa.

## Pověsti
- Na zahradě mlýna měl v roce 1740 jezuita páter Antonín Koniáš pálit tzv. kacířské knihy, které zabavil v okolí.[8]

- Další pověst uvádí, že ve mlýně žily dvě čarodějnice, které k čarování používaly lidskou lebku. Před svou smrtí ji uschovaly ve mlýně. Lebka byla objevena, když se mlynářův bratr chystal na vandr a holí bouchl do zdi u dveří. Ze zdi se vyvalil kámen a objevila se lebka. Po poradě ji jeden z nich zakopal na louce u lesa. Od té doby se tam prý koně nechtěli pást.[3][8]